# Melt Flow Index
Il Melt Flow Index o Melt Index o Indice di Fluidità (abbreviato in MFI) è l'indice della facilità di fluire di un polimero fuso; la sua misura si effettua caricando il polimero fuso a una determinata temperatura in un cilindro riscaldato cui è fissato un cilindretto (diametro 2,095 mm e lunghezza 8 mm), che esercita una forza costante e fa fluire il polimero attraverso un capillare; la massa (espressa in grammi) di polimero fuoriuscito in 10 minuti corrisponde al valore del Melt Flow Index.
Tanto maggiore è la massa di materiale fuoriuscito, tanto maggiore è il Melt Flow Index e minore la viscosità del polimero.
La temperatura di esercizio e la massa del cilindretto sono fissati dalle norme a seconda del tipo di materiale che si vuole testare.

## Utilizzo del Melt Flow Index
Il Melt Flow Index fornisce un'indicazione di massima sull'opportunità di associare un materiale ad un determinato processo di lavorazione. In particolare materie plastiche che presentano elevati valori del Melt Flow Index possono essere impiegati in operazioni di stampaggio a iniezione (per le quali è richiesta una minore viscosità), mentre materiali con valori del Melt Flow Index più bassi possono essere impiegati in operazioni di stampaggio per compressione, estrusione e stampaggio per soffiaggio (per le quali è richiesta una maggiore viscosità).
Inoltre il valore del Melt Flow Index è un parametro fondamentale per la scelta dei cosiddetti "masterbatch", particolari pellet ricchi di additivi, utilizzati durante le operazioni di preparazione della miscela polimerica (o "compounding"). In particolare la miscelazione del polimero di partenza e del masterbatch è più uniforme nel caso in cui i valori del Melt Flow Index del polimero e del masterbatch sono molto prossimi tra loro.
Le aziende che stampano articoli plastici eseguono spesso delle prove di melt flow index per l'accettazione della materia prima acquistata.